# Paraphotina caatingaensis
Espèce
Paraphotina caatingaensis est une espèce d'insectes de la famille des Photinaidae (ordre des Mantodea). 

## Répartition
Cette espèce semble être endémique du Brésil.

## Description

### Diagnose
Il s'agit d'une petite espèce élancée de 30 à 45 mm de long. Les yeux composés sont arrondis. Le tubercule ocellaire est grisâtre. Les fémurs antérieurs arborent une tache noire de la face interne à la face externe postérieure. L'apophyse phalloïde du phallomère dorsal gauche est trapézoïdale et la marge droite est sinueuse. Le processus antérieur laminaire est projeté de l'apophyse phalloïde. Le phallomère ventral présente un processus distal sclérotisé et rugueux.

### Description détaillée du mâle
Le corps est élancé et d'une coloration générale ocre. 

#### Le tête
La tête est de forme pentagonale et environ 0,73 fois plus longue que large. Le sommet du vertex est rectiligne et plus haut que la ligne reliant le sommet des yeux. Les tubercules juxta-oculaires sont aussi hauts que le sommet du vertex. En vue latérale, les mandibules varient du rougeâtre au noir avec ou sans tache médiane sur la longueur. Le quatrième palpe maxillaire présente une tache noire ventrale sur la moitié basale de sa longueur. Le cinquième palpe maxillaire arbore ou non une tache noire ventrale longitudinale sur presque toute sa longueur. Le yeux sont arrondis et légèrement projetés latéralement. Les ocelles sont elliptiques et bien développés. Le bouclier frontal est allongé et 3,6 fois plus large que haut avec le bord supérieur médian arqué avec une bande noire médiane transversale. Les antennes, ocre foncé, sont filiformes et sont longues d'environ deux fois la longueur du pronotum. Les deux paires dorsales des sclérites cervicaux présentent des taches noires à l'apex et la paire latérale arbore une bande noire sur le bord inférieur.

#### Le thorax
Le pronotum est rectangulaire en vue dorsale, 3,7 fois plus long que large et mesure 0,28 fois la longueur du corps. Les marges latérales sont lisses avec de minuscules soies et des lignes noires longitudinales. Deux petites taches noires sont présentes sur les minuscules callosités médianes de la marge postérieure. La prozone présente une marge antérieure arrondie et des marges latérales parallèles. La métazone est environ 2,7 fois plus longue que la prozone. la dilatation supra-coxale est peu développée. La fissure transversale est bien visible. La carène longitudinale et bien visible et s'évase antérieurement vers la région postérieure.

#### Les pattes antérieures

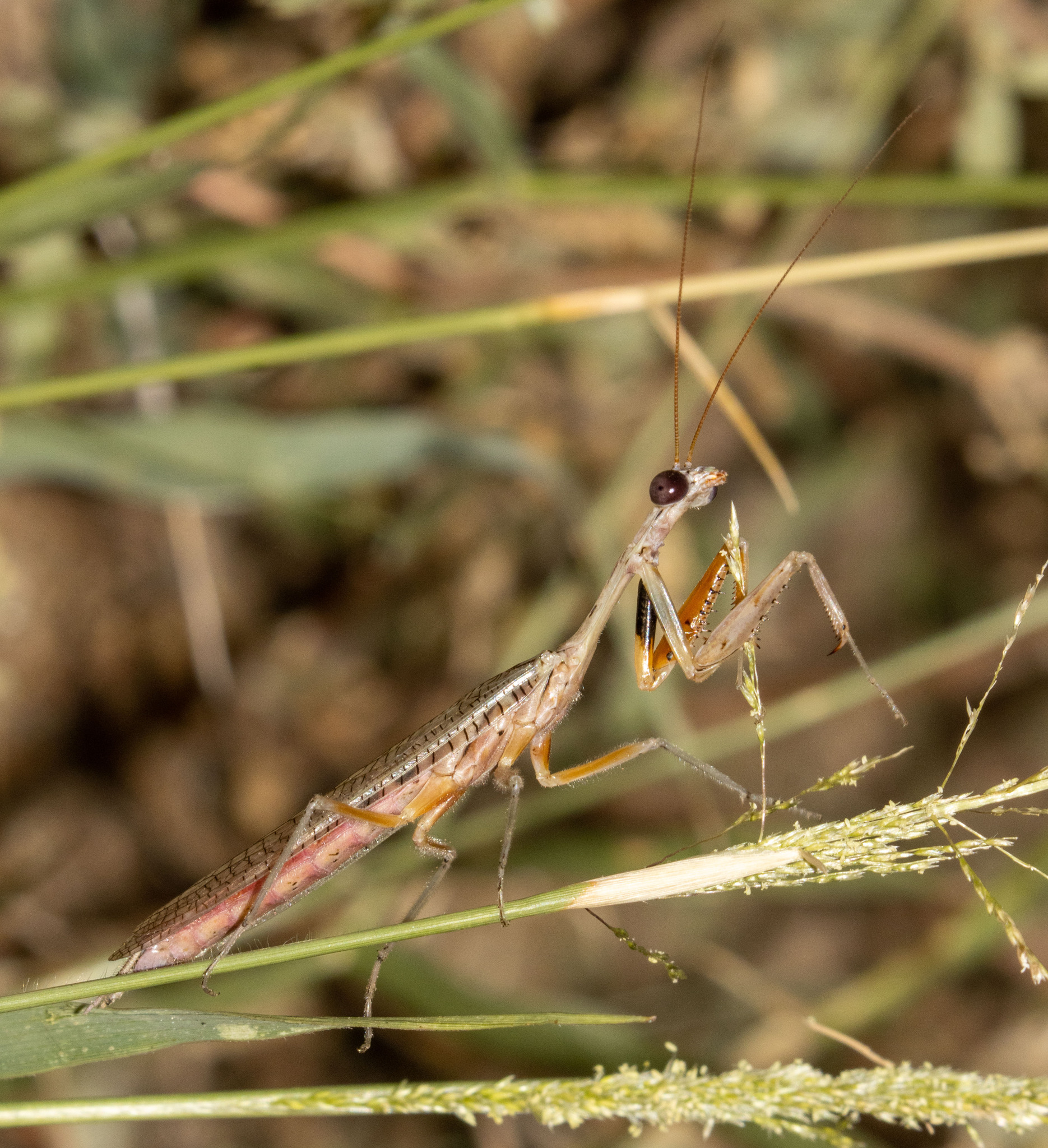
Paraphotina caatingaensis

Les fémurs mesurent 0,6 fois la longueur du pronotum et atteignent la base du pro-sternum. Une tache noire couvre 0,6 fois la longueur et la moitié de la largeur de la face interne ainsi que la moitié de la longueur et de la largeur de la face externe postérieure. Le bord de la face dorsale antérieure et de la face postérieure des cuisses est lisse avec de minuscules soies espacées. Les trochanters présentent deux petites taches allongées. La plus haute est située à la base de l'articulation avec les fémurs et l'autre, moins large, est placée sur la face ventro-latérale. les fémurs sont triangulaires et font 0,8 fois la longueur du pronotum. La face dorsale présente une ligne noire de longueur variable qui peut être absente ou prendre la forme de taches. La face interne de la base des fémurs arbore trois taches internes. L'une est triangulaire et positionnée près du bord après le sillon de la griffe tibiale et les deux autres sont placées avant le sillon de la griffe tibiale. L'une, circulaire mais qui peut être également absente, est située à la base de l'insertion trochanter-fémur et l'autre, sub-rectangulaire, est placée à l'extrémité de l'insertion. La face ventrale ne présente pas de tache noire. Cinq épines externes sont présentes, non comprise celle du lobe apical. Elles sont seulement noires à la pointe et entourées d'un anneau noir. La première est seulement noire sur la face ventrale postérieure et la seconde seulement à la base de la face externe. Il y a habituellement de 14 à 15 épines internes, lobe apical non compris. Une série de deux petites épines et six paires de petites à grandes épines sont présentes. Toutes les petites épines sont noires seulement à l'extrémité. Les grandes épines sont complètement noires ou assombries sur la face interne avec une tache noire à la base sur la face interne qui peut être réduite. La première grande épine porte une plus petite tache noire sur la face interne. Trois épines discoïdales fémorales sont présentes. La deuxième est deux fois plus longue que la troisième. Les tibias antérieurs font la moitié de la longueur du pronotum, sans la griffe tibiale apicale. Ils présentent une tache noire ventrale commençant après la projection ventrale basale et se terminant sur la ligne où commence la série d'épines tibiales internes. Le processus d'insertion tibio-tarsien est noir. Il y a généralement 12 épines externes, chiffre pouvant varier de 11 à 13. Dix-sept épines tibiales internes et occasionnellement seize sont présentes. Les épines internes et externes sont noires à l'extrémité et la dernière épine tibiale externe arbore une tache noire à la base interne. La griffe tibiale est noire à l'extrémité. Les tarsomères font 0,6 fois la longueur du pronotum. Le premier tarsomère est aussi long que les autres réunis, avec une fine ligne noire ventrale sur la moitié basale, qui peut être absente. Les tarsomères 2 à 4 portent une bande noire ventrale, apicale, s'étendant longitudinalement sur le côté externe.

#### Les pattes médianes
Les fémurs arborent une bande noire longitudinale sur la face ventrale du bord externe qui peut aussi être absente. Ils mesurent 0,65 fois la longueur du pronotum et sont poilus et avec une bande noire sur la face dorsale apicale d'environ 0,25 fois leur longueur. Une tache circulaire est généralement présente sur la face postérieure apicale. Les tibias sont poilus et mesurent 0,57 fois la longueur du pronotum. Des taches circulaires noires en série sont présentes sur la face postérieure ainsi qu'une ligne noire sur l'extrémité apicale. Les tarses mesurent la moitié de la longueur du pronotum. Les cinq premiers tarsomère arbore une bande noire longitudinale sur la face supérieure.

#### Les pattes postérieures
Les fémurs sont poilus et mesurent 0,8 fois la longueur du pronotum. Leur couleur est similaire à celle des fémurs médians. Les tibias sont poilus et mesurent 0,9 fois la longueur du pronotum. Leur coloration est similaire à celle des tibias médians. Les tarses sont de la même taille et de la même couleur que les tarses médians.

#### Les ailes
Les élytres sont d'une longueur égale à 2,6 fois la longueur du pronotum. Au repos, ils dépassent l'abdomen et ne dépassent pas les ailes métathoraciques. La surface est hyaline et les nervures concolores. Les nervures transversales sont noires. Celles de la région costale sont droites et parallèles. Les nervures radiales (R) ne sont pas ramifiées. Les nervures médianes antérieures (MA) sont bifides. Les médianes postérieures (MP) sont ramifiées en cinq ou en trois. Les nervures anales antérieures (AA) sont non ramifiées. De fausses nervures longitudinales sont visibles entre les vraies nervures. Le stigma est allongé et concolore.
Les ailes métathoraciques ont une longueur égale à 2,5 fois la longueur du pronotum. La surface est hyaline avec des nervures concolores. Les nervures de la région costale sont hyalines, rectilignes et parallèles. Les nervures radiales et médiales antérieures sont bifides. Les cubitales ne sont pas ramifiées. Les nervures anales antérieures présentent treize branches terminales. Les nervures de la région discoïdale transversale sont noires entre les nervures sous-costale, radiale et médiale antérieure à l'extrémité de l'aile.

#### L'abdomen

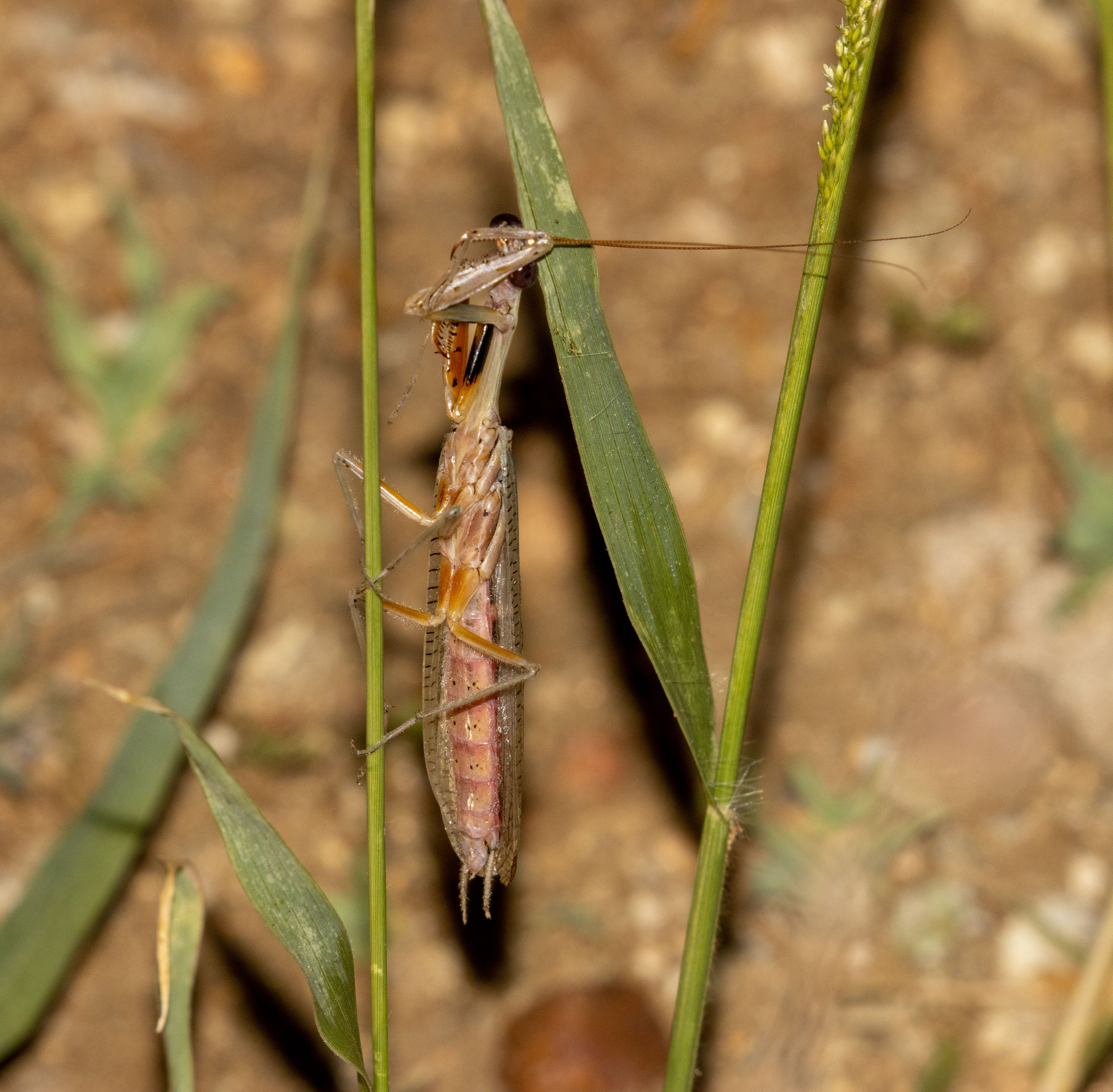
Paraphotina caatingaensis

L'abdomen, de forme cylindrique, mesure 1,7 fois la longueur du pronotum. Les tergites abdominaux arborent une paire de taches sombres de chaque côté ou juste sur les tergites abdominaux 2 à 4. La plaque supra-anale est triangulaire et deux fois plus large que longue avec le bord supérieur arrondi. Les cerques sont courts et mesurent environ 0,3 cm. L'abdomen est poilu et légèrement aplati dans la moitié apicale avec 14 articles. Les sternites arborent des trios latéraux de taches circulaires disposées différemment ou une tache circulaire noire de chaque côté des sternites et une bande médiane abdominale ventrale de couleur rouille. La plaque sous-génitale est elliptique et faiblement pileuse. Les stylets sont pileux et cylindriques et sont séparés par un petit processus rectangulaire.

#### L'appareil génital
Le phalomère dorsal droit est allongé. L'apex est tronqué avec une pointe sur le bord externe. L'apodème antérieur est fourchu et couvert de fortes soies. La plaque ventrale est sclérotisée et conique et présente une saillie à la base de la face dorsale. Le processus ventral est sclérotisé et incurvé vers le bas.
Le phalomère dorsal gauche est de forme triangulaire. La lamelle dorsale présente une zone dorsale membraneuse et un bord postérieur arrondi avec de petites épines. La lamelle ventrale est triangulaire. L'apophyse apicale est cylindrique, en forme de crochet et dépasse la lamelle dorsale sur le côté gauche. L'apophyse phalloïde est trapézoïdale et sclérotisée. Les marges sont rugueuses et la marge distale droite est légèrement sinueuse. Le processus antérieur laminaire fait saillie de l'apophyse phalloïde vers la gauche entre la lamelle ventrale et la lamelle dorsale.
Le phalomère ventral est de forme elliptique. La région médiane antérieure est membraneuse. Le lobe médian présente un processus arqué vers la droite qui se termine par une membrane en forme de sac couverte dans sa dernière moitié par de minuscules soies. Le processus distal est développé et bien sclérosé et il est orienté diagonalement vers le haut et vers la droite.

## Systématique
L'espèce Paraphotina caatingaensis a été décrite en 2013 par les entomologiste brésiliens Eliomar da Cruz Menezes (d) & Freddy Bravo (d) sous le protonyme Orthoderella caatingaensis et transférée dans le genre Paraphotina en 2016.

### Étymologie
L'épithète spécifique fait référence à l'écosystème brésilien de la caatinga où les spécimens ayant servit à la description ont été collectés.

### Publication originale
- (pt) Eliomar da Cruz Menezes et Freddy Bravo, « Uma nova espécie de Orthoderella Giglio-Tos (Mantodea, Mantidae, Photinainae) do Brasil », Revista Brasileira de Entomologia, vol. 57,‎ 2013, p. 12-18.